# 南日本カルチャーセンター
株式会社南日本カルチャーセンター(Minami Nihon Culture Center)は、鹿児島県鹿児島市に本社を置く企業である。主にホームステイプログラムや留学プログラムを扱う。名称にカルチャーセンターとあるが、カルチャー教室は運営していない。

## 沿革
- 1975年12月 設立。
- 1984年8月  米国公立高校交換留学の第1期生が旅立つ。
- 1996年3月  運輸大臣登録一般旅行業1355号を取得。日本旅行業協会正会員。

## 特徴
夏に1ヵ月間(または3週間)実施されるアカデミックホームステイは、過去39年間で15000人以上が参加し、ひとつのプログラムとしては、日本最大級の規模を誇るホームステイプログラムである。